# Leichtathletik-Weltmeisterschaften 2013/Teilnehmer (Russland)
| Gelbes Symbol für Goldmedaillen mit stilisierten Olympischen Ringen | Graues Symbol für Silbermedaillen mit stilisierten Olympischen Ringen | Braundes Symbol für Bronzemedaillen mit stilisierten Olympischen Ringen |
| ------------------------------------------------------------------- | --------------------------------------------------------------------- | ----------------------------------------------------------------------- |
| 7                                                                   | 4                                                                     | 6                                                                       |

Der Leichtathletik-Verband Russlands stellte 51 Teilnehmer und 67 Teilnehmerinnen bei den Leichtathletik-Weltmeisterschaften 2013 in der heimatlichen Hauptstadt Moskau.

## Medaillen
Mit sieben gewonnenen Gold-, vier Silber- und sechs Bronzemedaillen belegte das russische Team Platz 4 im Medaillenspiegel.

### Medaillengewinner
| Gold - Alexander Iwanow: 20 km Gehen - Jelena Laschmanowa: 20 km Gehen - Natalja Antjuch, Tatjana Firowa, Julija Guschtschina, Antonina Kriwoschapka und Xenija Ryschowa: 4 × 400 m - Jelena Issinbajewa: Stabhochsprung - Alexander Menkow: Hochsprung - Swetlana Schkolina: Weitsprung - Tatjana Lyssenko: Hammerwurf | Silber - Marija Sawinowa: 800 m - Anissja Kirdjapkina: 20 km Gehen - Michail Ryschow: 50 km Gehen - Jekaterina Konewa: Dreisprung | Bronze - Antonina Kriwoschapka: 400 m - Sergei Schubenkow: 110 m Hürden - Maxim Dyldin, Wladimir Krasnow, Lew Mossin und Sergei Petuchow: 4 × 400 m - Anna Tschitscherowa: Hochsprung - Dmitri Tarabin: Speerwurf - Marija Abakumowa: Speerwurf |

## Liste der Nominierten
| Disziplin        | Russland                                                                                                | Russland |
| Disziplin        | Männer                                                                                                  | Frauen |
| ---------------- | --- | --- |
| 100 m            | Alexander Brednew                                                                                       | — |
| 200 m            | Alexander Chjutte                                                                                       | Jelisaweta Sawlinis |
| 400 m            | Wladimir Krasnow                                                                                        | Antonina Kriwoschapka Xenija Ryschowa                                                                                                |
| 800 m            | Juri Borsakowski                                                                                        | Jelena Kotulskaja Jekaterina Poistogowa Marina Pospelowa Marija Sawinowa                                                             |
| 1500 m           | Walentin Smirnow                                                                                        | Jelena Korobkina Swetlana Podossenowa Jekaterina Scharmina                                                                           |
| 5000 m           | Rinas Achmadejew                                                                                        | Olga Golowkina Jelena Nagowizyna |
| 10.000 m         | Jewgeni Rybakow                                                                                         | Gulschat Faslitdinowa |
| Marathon         | Alexei Sokolow                                                                                          | Tatjana Arjassowa Alewtina Biktimirowa Nadeschda Leontjewa Albina Majorowa                                                           |
| 100 m Hürden     | — | Tatjana Dektjarjowa Julija Kondakowa                                                                                                 |
| 110 m Hürden     | Konstantin Schabanow Sergei Schubenkow                                                                  | — |
| 400 m Hürden     | Wladimir Antmanis Denis Kudrjawzew Timofei Tschaly                                                      | Natalja Antjuch Irina Dawydowa Anastassija Ott                                                                                       |
| 3000 m Hindernis | Ilgisar Safiullin                                                                                       | Natalja Aristarchowa Natalja Gortschakowa Ljudmila Lebedewa Julija Saripowa                                                          |
| 20 km Gehen      | Alexander Iwanow Andrei Rusawin Denis Strelkow                                                          | Olga Kaniskina Anissja Kirdjapkina Jelena Laschmanowa Wera Sokolowa                                                                  |
| 50 km Gehen      | Juri Andronow Sergei Kirdjapkin Iwan Noskow Michail Ryschow                                             | — |
| 4 × 100 m        | Alexander Brednew Alexander Chjutte Denis Ogarkow Konstantin Petrjaschow Maxim Polowinkin Roman Smirnow | Olga Belkina Jelena Bolsun Wiktorija Jaruschkina Jekaterina Kusina Natalja Russakowa Jelisaweta Sawlinis                             |
| 4 × 400 m        | Maxim Dyldin Alexei Kenig Wladimir Krasnow Lew Mossin Sergei Petuchow Artjom Waschow                    | Natalja Antjuch Tatjana Firowa Julija Guschtschina Anastassija Kapatschinskaja Antonina Kriwoschapka Xenija Ryschowa Xenija Sadorina |
| Stabhochsprung   | Alexander Gripitsch Sergei Kutscherjanu                                                                 | Jelena Issinbajewa Anastassija Sawtschenko Angelina Schuk-Krasnowa                                                                   |
| Hochsprung       | Alexei Dmitrik Alexander Schustow Iwan Uchow                                                            | Irina Gordejewa Swetlana Schkolina Jelena Slessarenko Anna Tschitscherowa                                                            |
| Weitsprung       | Alexander Menkow Sergei Poljanski                                                                       | Darja Klischina Ljudmila Koltschanowa Olga Kutscherenko Jelena Sokolowa                                                              |
| Dreisprung       | Alexei Fjodorow                                                                                         | Irina Gumenjuk Jekaterina Konewa Anna Pjatych                                                                                        |
| Kugelstoßen      | Alexander Lesnoi Maxim Sidorow Soslan Zirichow                                                          | Anna Awdejewa Jewgenija Kolodko Irina Tarassowa                                                                                      |
| Diskuswurf       | Wiktor Butenko                                                                                          | Wera Ganejewa Swetlana Saikina Jekaterina Strokowa                                                                                   |
| Hammerwurf       | Alexei Koroljow Sergei Litwinow Alexei Sagorny                                                          | Anna Bulgakowa Gulfija Chanafejewa Olga Kondratjewa Tatjana Lyssenko                                                                 |
| Speerwurf        | Waleri Iordan Dmitri Tarabin Alexei Towarnow                                                            | Marija Abakumowa Wiktorija Sudaruschkina                                                                                             |
| Siebenkampf      | — | Alexandra Butwina Kristina Sawizkaja                                                                                                 |
| Zehnkampf        | Artjom Lukjanenko Ilja Schkurenjow Sergei Swiridow                                                      | — |